# Suriname op de Olympische Zomerspelen 1988
Suriname nam deel aan de Olympische Zomerspelen 1988 in Seoel, Zuid-Korea. Het was de zesde deelname aan de Zomerspelen.
Hoewel Suriname vijf keer eerder had deelgenomen was het bij deze spelen de eerste keer dat er ook een medaille gewonnen werd en wel een gouden door Anthony Nesty. Hij vestigde met een tijd van 53.00 sec. op de 100 meter vlinderslag voor mannen tevens een nieuw olympisch record.
Het was voor het eerst dat Suriname een sporter afvaardigde in het wielrennen. Ivette Bonapart en Letitia Vriesde waren de eerste vrouwen die Suriname op de Olympische Spelen vertegenwoordigen. Vriesde woonde en trainde in Nederland, maar had toen nog geen Nederlands paspoort. Judoka Mohamed Madhar en zwemmer Anthony Nesty namen voor de tweede keer deel.

## Medailleoverzicht
| Sport   | Olympiër      | Discipline       | Medaille |
| ------- | ------------- | ---------------- | -------- |
| Zwemmen | Anthony Nesty | 100m vlinder (m) | Goud     |

## Deelnemers & Resultaten
(m) = mannen, (v) = vrouwen 
| Sport      | Olympiër (deelname) | Discipline                     | Resultaat    | Prestatie                                                                             |
| ---------- | ------------------- | ------------------------------ | ------------ | ------------------------------------------------------------------------------------- |
| Atletiek   | Tommy Asinga (1)    | 800m (m)                       | series       | series : gediskwalificeerd                                                            |
| Atletiek   | Ivette Bonapart (1) | 100m (v)                       | 54e tijd     | series : 12,27 sec.                                                                   |
| Atletiek   | Ivette Bonapart (1) | 200m (v)                       | 46e tijd     | series : 24,95 sec.                                                                   |
| Atletiek   | Letitia Vriesde (1) | 800m (v)                       | HF           | series : 2.01,83 min. (10e tijd) 2.02,34 min.                                         |
| Atletiek   | Letitia Vriesde (1) | 1500m (v)                      | 22e tijd     | series : 4.19,58                                                                      |
| Judo       | Mohamed Madhar (2)  | superlichtgewicht (-60 kg) (m) | 1e ronde     | 1R : verloor van Jae-Yup Kim (KOR) herkansing : verloor van Amiran Totikachvili (URS) |
| Wielrennen | Realdo Jessurun (1) | 4000m achtervolging (m)        | kwalificatie | kwalificatie : in 9e ronde ingehaald                                                  |
| Wielrennen | Realdo Jessurun (1) | wegrace (m)                    | 64e          |                                                                                       |
| Zwemmen    | Anthony Nesty (2)   | 100m vlinder (m)               | Goud         | series : 53,50 sec. finale : 53,00 sec. OR                                            |
| Zwemmen    | Anthony Nesty (2)   | 200m vlinder (m)               | 8e           | series : 2.00,17 min. finale : 2.00,80 min.                                           |

Afghanistan · Algerije · Amerikaanse Maagdeneilanden · Amerikaans-Samoa · Andorra · Angola · Antigua en Barbuda · Argentinië · Aruba · Australië · Bahama’s · Bahrein · Bangladesh · Barbados · België · Belize · Benin · Bermuda · Bhutan · Birma · Bolivia · Bondsrepubliek Duitsland · Botswana · Brazilië · Britse Maagdeneilanden · Brunei · Bulgarije · Burkina Faso · Canada · Centraal-Afrikaanse Republiek · Chili · China · Chinees Taipei · Colombia · Congo-Brazzaville · Cookeilanden · Costa Rica · Cyprus · Denemarken · Djibouti · Dominicaanse Republiek · Duitse Democratische Republiek · Ecuador · Egypte · El Salvador · Equatoriaal-Guinea · Fiji · Filipijnen · Finland · Frankrijk · Gabon · Gambia · Ghana · Grenada · Griekenland · Groot-Brittannië · Guam · Guatemala · Guinee · Guyana · Haïti · Honduras · Hongarije · Hongkong · Ierland · IJsland · India · Indonesië · Irak · Iran · Israël · Italië · Ivoorkust · Jamaica · Japan · Joegoslavië · Jordanië · Kaaimaneilanden · Kameroen · Kenia · Koeweit · Laos · Lesotho · Libanon · Liberia · Libië · Liechtenstein · Luxemburg · Malawi · Malediven · Maleisië · Mali · Malta · Marokko · Mauritanië · Mauritius · Mexico · Monaco · Mongolië · Mozambique · Nederland · Nederlandse Antillen · Nepal · Nieuw-Zeeland · Niger · Nigeria · Noord-Jemen · Noorwegen · Oeganda · Oman · Oostenrijk · Pakistan · Panama · Papoea-Nieuw-Guinea · Paraguay · Peru · Polen · Portugal · Puerto Rico · Qatar · Roemenië · Rwanda · Saint Vincent en de Grenadines · Salomonseilanden · Samoa · San Marino · Saoedi-Arabië · Senegal · Sierra Leone · Singapore · Soedan · Somalië · Sovjet-Unie · Spanje · Sri Lanka · Suriname · Swaziland · Syrië · Tanzania · Thailand · Togo · Tonga · Trinidad en Tobago · Tsjaad · Tsjecho-Slowakije · Tunesië · Turkije · Uruguay · Vanuatu · Venezuela · Verenigde Arabische Emiraten · Verenigde Staten · Vietnam · Zaïre · Zambia · Zimbabwe · Zuid-Jemen · Zuid-Korea · Zweden · Zwitserland